# Coloradisaurus
Coloradisaurus brevis
Genre
Espèce
Coloradisaurus est un genre de dinosaures sauropodomorphes de la famille des Massospondylidae. Il vivait durant la période du Trias supérieur (Norien au Rhétien), dans ce qui est maintenant la province de la Rioja en Argentine,.
Il avait d'abord été nommé Coloradia, dénomination abandonnée car déjà occupée par un genre de papillons de nuit de la famille des Saturniidae.
Une seule espèce est connue, l'espèce type : Coloradisaurus brevis, décrite par David Compton Lambert en 1983.